# Zentralamerikanischer Gerichtshof

Flagge des Zentralamerikanischen Integrationssystems

Der Zentralamerikanische Gerichtshof (spanisch Corte Centroamericana de Justicia) ist ein internationales Gericht mit Sitz in Managua, der Hauptstadt Nicaraguas. Er bestand ursprünglich von 1907 bis zu seiner Auflösung im Jahr 1918 und war damit das erste internationale Gericht der Rechtsgeschichte. In seiner gegenwärtigen Form wurde der Gerichtshof 1962 wiedergegründet und 1991 auf eine neue vertragliche Grundlage gestellt. Vertragsstaaten des Gerichts sind Costa Rica, El Salvador, Guatemala, Honduras, Nicaragua und Panama. Belize hat darüber hinaus Beobachterstatus. Der Zentralamerikanische Gerichtshof ist neben dem Zentralamerikanischen Parlament und dem Generalsekretariat eines der drei Gemeinschaftsorgane des Zentralamerikanischen Integrationssystems (SICA).

## Geschichte
Der ursprüngliche Zentralamerikanische Gerichtshof entstand im Rahmen der zentralamerikanischen Friedenskonferenz, die vom 14. November bis zum 20. Dezember 1907 in Washington stattfand. Die Entstehung des Gerichts war dabei ein Teil des am 20. Dezember 1907 geschlossenen Friedensvertrages. Von Februar bis März 1908 ratifizierten Nicaragua, Costa Rica, El Salvador, Honduras und Guatemala die Vereinbarung zur Schaffung des Gerichtshofs. Als Bestandsdauer des Zentralamerikanischen Gerichtshofs wurde eine Zeit von zehn Jahren vereinbart. 
Sitz des Gerichts war zunächst die Stadt Cartago in Costa Rica und ab dem Beginn des Jahres 1911 San José, die Hauptstadt Costa Ricas. Dem Gericht gehörte aus jedem der fünf Vertragsstaaten je ein Richter an. Während seines Bestehens wurden zehn Fälle vor dem Gerichtshof verhandelt, von denen fünf durch Privatpersonen vorgebracht und als unzulässig abgewiesen wurden. Drei Fälle resultieren aus der Eigeninitiative des Gerichts. Das Gericht wurde im April 1918 aufgelöst, nachdem Nicaragua im März 1917 seinen Rückzug aus dem entsprechenden Vertrag bekanntgab und Verhandlungen zwischen den verbleibenden Vertragspartnern zu einer Weiterführung scheiterten.
Die Neugründung erfolgte am 12. Dezember 1962 durch eine Änderung der Charta der elf Jahre zuvor entstandenen Organisation der Zentralamerikanischen Staaten. Eine zeitliche Befristung wurde nicht vereinbart, allerdings blieb der Gerichtshof für rund 30 Jahre inaktiv. Erst mit der Schaffung des Zentralamerikanischen Integrationssystems im Jahr 1991 durch die Unterzeichnung des Protokolls von Tegucigalpa und der darauffolgenden Aufnahme von Panama als Mitglied und Belize als Beobachter erhielt der Gerichtshof seine gegenwärtigen vertraglichen Grundlagen und gewann damit an Bedeutung. Drei Jahre später verhandelte das Gericht seinen ersten Fall.

## Zuständigkeit
Hauptziel bei der Einrichtung des Zentralamerikanischen Gerichtshofs war die Bewahrung des Friedens in der zentralamerikanischen Region und die Förderung der Einheit und Integration zwischen den Vertragsstaaten. 
Der Gerichtshof ist zuständig für Streitfälle zwischen den Vertragsstaaten, für Fälle zwischen einem Vertragsstaat und einem anderen Land, das die Zuständigkeit des Gerichts anerkennt, sowie für Auseinandersetzungen zwischen Staaten oder Organen des Zentralamerikanischen Integrationssystems und natürlichen oder juristischen Personen, die Angehörige eines der Vertragsstaaten sind. Die Zulässigkeit von Klagen natürlicher Personen weicht dabei von der üblichen völkerrechtlichen Praxis ab, nach der natürliche Personen im Allgemeinen vor internationalen Gerichten nicht rechtsfähig sind. Darüber hinaus hat der Gerichtshof eine beratende Funktion gegenüber den obersten Gerichten der Vertragsparteien und soll durch rechtsvergleichende Untersuchungen zur Harmonisierung der Rechtssysteme der Vertragsstaaten beitragen.
Gegenwärtig haben von den Unterzeichnerstaaten des Statuts des Gerichtshofs nur El Salvador, Honduras und Nicaragua dieses auch ratifiziert und beteiligen sich aktiv an der Arbeit des Gerichts. Costa Rica verweigert bisher die Ratifizierung, da das Gericht aufgrund seines Statuts unter bestimmten Bedingungen berechtigt ist, auf Anfrage auch Streitfälle zwischen staatlichen Institutionen eines Vertragsstaates zu entscheiden. Eine solche Zuständigkeit einer internationalen Institution für innerstaatliche Fragestellungen wurde jedoch vom Verfassungsgericht des Landes für unzulässig erklärt.
Jeder Vertragsstaat hat Anspruch auf die Ernennung eines Richters und eines Ersatzrichters. Die Wahl der Richter erfolgt für eine Amtsdauer von zehn Jahren durch das höchste Gericht des jeweiligen Herkunftslandes. Die Entscheidungen des Gerichtshofs sind nicht anfechtbar.